# Antonio Satta
Antonio Satta (Buddusò, 26 gennaio 1941) è un politico italiano.

## Biografia
Esponente della Democrazia Cristiana, è stato più volte consigliere e assessore comunale a Buddusò. Nel 1985 è eletto consigliere provinciale alla provincia di Sassari, mentre, nel 1989, approda al Consiglio regionale della Sardegna; viene quindi nominato assessore agli enti locali nelle giunte guidate da Mario Floris e Antonello Cabras. Terminato l'incarico nel 1994, nel 1996 diviene sindaco di Padru, venendo rieletto nel 2000.
Dopo la frammentazione della Democrazia Cristiana, Satta aderisce ai popolari UDEUR di Clemente Mastella e ne diviene vicesegretario nazionale. In occasione delle elezioni politiche del 2001 si candida alla Camera, nel collegio uninominale di Olbia, col sostegno de L'Ulivo, ma viene sconfitto dall'esponente forzista Paolo Cuccu.
Alle elezioni politiche del 2006 viene eletto deputato, ottenendo un seggio, in rappresentanza dell'Udeur, nelle file de L'Ulivo. Nel 2008, dopo la scelta di Mastella di rompere con l'alleanza di centro-sinistra, Satta abbandona l'Udeur e promuove la nascita di un nuovo movimento regionale: nascono così i Popolari Sardi Autonomisti che, con l'obiettivo di raggruppare le forze centriste, avviano una collaborazione con la Federazione dei Cristiano Popolari di Mario Baccini.
Nel 2009, archiviata l'esperienza della Costituente di Centro, Satta fonda l'Unione Popolare Cristiana: il nuovo movimento consegue risultati significativi alle elezioni provinciali del 2010, giungendo al 10,7% in provincia di Sassari e al 6,2% nella provincia di Olbia-Tempio. 
Nel 2010 viene eletto sindaco di Padru, carica nella quale è confermato nel 2015. 
Alle regionali del 2014, la formazione ottiene l'1,7% e un consigliere regionale, mentre, alle successive regionali del 2019, dà luogo a una lista comune col Partito Socialista Italiano a sostegno di Massimo Zedda senza ottenere alcun seggio. Alle regionali del 2024 sostiene invece Renato Soru con propri candidati inseriti nella lista di +Europa e Azione senza ottenere alcun seggio.